# Otto Riehs

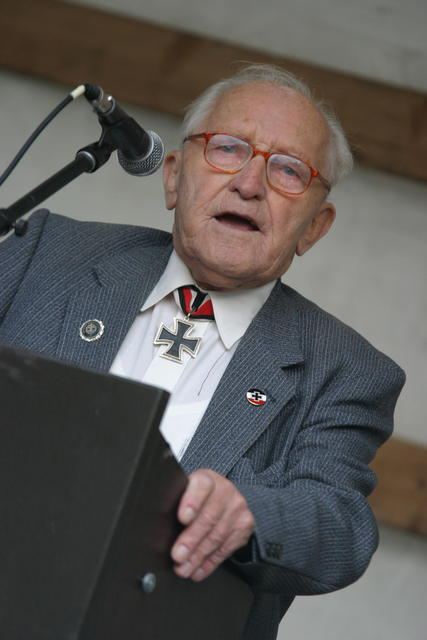
Otto Riehs als Redner auf einer Neonazi-Demonstration (2006)

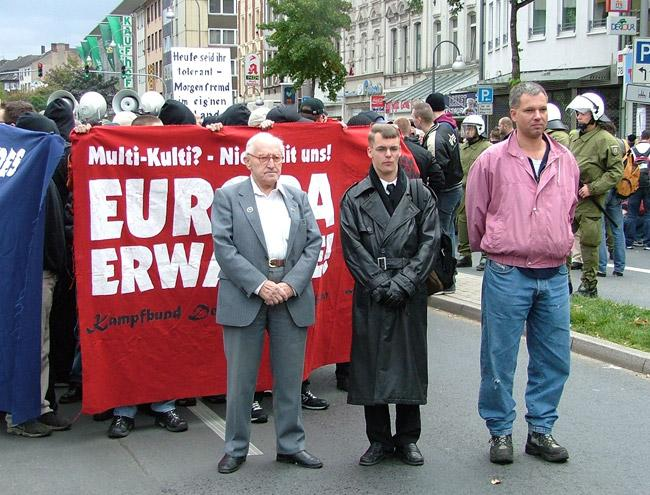
Riehs zusammen mit Axel Reitz und Christian Worch an der Spitze einer Neonazi-Kundgebung am 16. Oktober 2004 in Köln

Otto Riehs (* 12. August 1921 in Marienbad, Tschechoslowakei; † 29. Mai 2008 in Frankfurt am Main) war Soldat der deutschen Wehrmacht und Träger des Ritterkreuzes des Eisernen Kreuzes. Nach dem Ende des Zweiten Weltkrieges engagierte er sich in mehreren rechtsextremen Parteien und Organisationen und trat auf zahlreichen Veranstaltungen der Neonaziszene als Redner auf.

## Neonazistische Aktivitäten
Nach dem Krieg arbeitete Riehs als Kraft- und Taxifahrer. Bereits zu Beginn der 1950er-Jahre engagierte er sich bei der neonazistischen Sozialistischen Reichspartei, bis diese 1952 wegen der offenen Bezugnahme zur NSDAP verboten wurde, später bei der Nationaldemokratischen Partei Deutschlands. Michael Kühnen rechnete Riehs zu den „Freunden und Förderern“ der Gesinnungsgemeinschaft der Neuen Front. 1989 trat er als Kandidat der der Freiheitlichen Deutschen Arbeiterpartei nahestehenden „Nationalen Sammlung“ zu den Europawahlen an. Riehs wollte als Spitzenkandidat auch zur Kommunalwahl in Frankfurt am Main antreten, doch wurde die Organisation im Februar 1989 vom Innenministerium aufgelöst. Mit Gründung des Kampfbundes Deutscher Sozialisten wurde Riehs Ehrenmitglied.
Riehs wurde zu einem der beliebtesten Redner der deutschen Neonaziszene und trat auf zahlreichen Demonstrationen und Veranstaltungen auf. Riehs war häufig Redner bei dem neonazistischen „Heldengedenken“ auf dem Waldfriedhof Halbe und trat unter anderem auf einer Kundgebung für das Waffen-SS-Denkmal in Marienfels am 22. November 2003 oder am 16. Oktober 2004 auf einer Neonazidemonstration in Köln-Kalk auf, die er zusammen mit Christian Worch und Axel Reitz anführte. Da er zu solchen Veranstaltungen regelmäßig sein Ritterkreuz mit eingraviertem Hakenkreuz offen zur Schau stellte, wurde im Zusammenhang mit seinem Auftritt in Marienfels im April 2004 auf Anordnung eines Ermittlungsrichters des Amtsgerichtes Frankfurt am Main die Wohnung von Riehs durchsucht und die Orden wegen des Verdachts des „Verwendens von Kennzeichen verfassungswidriger Organisationen“ beschlagnahmt, was zu Protesten in der rechtsextremen Szene, insbesondere bei den Freien Kameradschaften und in der NPD-Parteizeitung Deutsche Stimme, führte.

## Tod
Im Mai 2008 starb Otto Riehs im Alter von 86 Jahren in einem Krankenhaus in Frankfurt, nachdem er einen Schlaganfall erlitten hatte.